# (6439) Tirol
(6439) Tirol es un asteroide perteneciente al cinturón de asteroides, región del sistema solar que se encuentra entre las órbitas de Marte y Júpiter, descubierto el 13 de febrero de 1988 por Freimut Börngen desde el Observatorio Karl Schwarzschild, en Tautenburg, Alemania.

## Designación y nombre
Designado provisionalmente como 1988 CV. Fue llamado así por el estado austriaco, cuya capital es Innsbruck. Los Alpes calizos del Tirol septentrional, los Alpes de Ötztal, Stubaier y Zillertaler son atracciones turísticas populares. La belleza de la región queda inmortalizada en la canción "¡El querido Dios debe ser un tirolés!".

## Características orbitales
Tirol está situado a una distancia media del Sol de 3,186 ua, pudiendo alejarse hasta 3,429 ua y acercarse hasta 2,943 ua. Su excentricidad es 0,076 y la inclinación orbital 19,077 grados. Emplea 2077,25 días en completar una órbita alrededor del Sol.
Los próximos acercamientos a la órbita de Júpiter ocurrirán el 5 de mayo de 2082, el 23 de abril de 2093 y el 16 de enero de 2181.

## Características físicas
La magnitud absoluta de Tirol es 15,21. Tiene 17,456 km de diámetro y su albedo se estima en 0,121.